# Junge Union
De Junge Union (JU) de gezamenlijke jongerenorganisatie van de twee Duitse christendemocratische partijen CDU en CSU. De Junge Union heeft ongeveer 130.000 leden en is daarmee de grootste jongerenorganisatie van Europa.
Als jongerenorganisatie van de Duitse christendemocratische partijen deelt zij een groot deel van de opvattingen van die partijen. De Junge Union is een voorstander van de sociale markt-economie, het kapitalisme gecombineerd met een sociale verzorgingsstaat. Vanuit Nederlands perspectief kan de Junge Union als een conservatieve beweging worden beschouwd.
De Junge Union is lid van de Youth of the European People's Party (YEPP), de jongerenorganisatie van de Europese Volkspartij. Van het YEPP zijn ook het Nederlandse CDJA en de Vlaamse JONGCD&V lid.

## Bekende voormalige voorzitters
- Helmut Kohl
- Edmund Stoiber
- Roland Koch
- Christian Wulff
- Peter Müller